# Martin Kmetec
Martin Kmetec, slovenski rimskokatoliški duhovnik, minorit, nadškof v Izmirju (Turčija) * 10. november 1956, Ptuj.

## Življenjepis
Martin Kmetec je bil rojen na Ptuju, mladost je preživljal v Lancovi vasi. Po osnovni šoli je leta 1971 vstopil v malo semenišče minoritskega reda v Zagrebu, kjer je obiskoval prvi letnik gimnazije. Naslednja leta je gimnazijo obiskoval na Ptuju. V noviciat na Cresu je vstopil 3. oktobra 1976, začasne zaobljube pri minoritih je dal 25. septembra 1977, večne pa 4. oktobra 1982. 29. junija 1983 je na Ptujski Gori prejel duhovniško posvečenje. 

### Nadaljnje izobraževanje
Študiral je teologijo in filozofijo. Doktoriral je iz teologije na Univerzi v Ljubljani in se specializiral na področju medverskega  dialoga (Islamizem v Turčiji in njegova kritika) ter deloval v minoritski skupnosti v Libanonu. Poleg slovenščine govori turško, francosko, italijansko, nemško in romunsko.

### Kariera
Med letoma 2014 in 2018 je bil vikar minoritskega reda pri Kustodiji Svete dežele. Od leta 2011 je deloval v minoritskem samostanu v četrti Büyükdere v Carigradu, katerega predstojnik je postal leta 2018.
Dne 8. decembra 2020 ga je papež Frančišek imenoval za nadškofa Nadškofije Smirna (Izmir). V nadškofa ga je na svečnico, 2. februarja 2021 v Izmirju posvetil apostolski nuncij Paul Fitzpatrick Russell, ko je pri slovesni maši prejel zakrament sv. reda, simbole škofovske pastirske službe in je bil slovesno ustoličen.